# Politique en Région wallonne
La politique en Région wallonne est l'ensemble des options prises collectivement ou individuellement par les gouvernants de la Région wallonne dans les compétences où s'exerce leur autorité, mais aussi la conduite de ces décisions et la manière dont sont choisis ces gouvernants.

## Les institutions wallonnes
La Région wallonne possède son gouvernement. Ses huit membres sont responsables devant un organe législatif élu au suffrage universel : le Parlement wallon. Ces institutions ont leur siège à Namur (capitale de la Wallonie suivant le décret du 21 octobre 2010, abrogeant un premier décret de 1986, officialisant une tradition de 1912). Un membre de ce gouvernement siège aussi dans le gouvernement de la Communauté française, à savoir Alda Greoli, pratique instaurée depuis 1995 dans l'intention de mieux coordonner la Région wallonne et la Communauté française.

### La Wallonie sur la scène internationale
La région wallonne a établi des Délégations générales à Québec, Berlin, Paris, Varsovie, Prague, Bruxelles (UE), Bâton-Rouge, Santiago du Chili, Dakar, Rabat, Kinshasa, Alger, Tunis, Bucarest et Hanoï... De plus l'ensemble des ambassades belges sont tenues d'accueillir ses Agences à l'exportation (AWEX).
Dans le cadre de la représentation wallonne de la Belgique au niveau européen, la première initiative « internationale » de la Région wallonne fut de signer une Déclaration commune avec le Québec, le 12 décembre 1980 dans le cadre alors encore très limité de ses compétences. C'est le Premier ministre René Lévesque et le ministre-président Jean-Maurice Dehousse qui signèrent cet engagement dont le suivi fut assuré jusqu'à aujourd'hui.

## Le Parlement

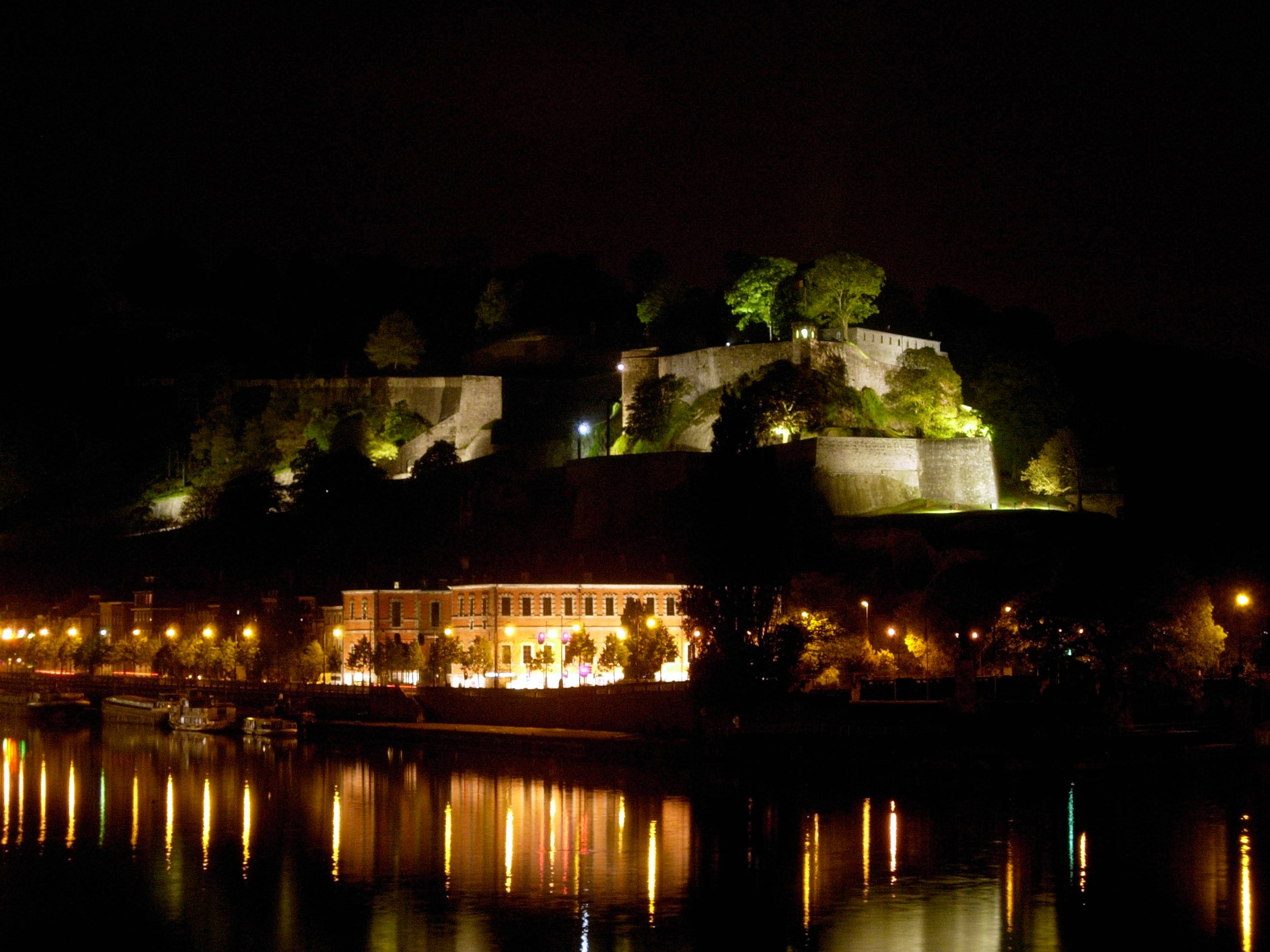
Namur : la Citadelle et le Parlement wallon aménagé dans l'ancien hospice Saint-Gilles

Le Parlement wallon, appelé aussi Parlement de la Région wallonne dans la Constitution belge, est composé de septante-cinq (soixante-quinze) députés élus au suffrage universel direct. Les septante-cinq députés wallons forment également avec dix-neuf parlementaires bruxellois francophones le Parlement de la Communauté française. Les élections pour le Parlement wallon se déroulent depuis 1999 à la même date que celles pour le Parlement européen. Le Parlement wallon ne peut être dissout durant la législature. La première élection directe date de juin 1995, avant cela, le Parlement était appelé Conseil régional wallon et était composé des membres de la Chambre et du Sénat belges élus en Région wallonne.
Composition du Parlement pour la dixième législature (2019-2024) :
- Parti socialiste : 23 sièges
- Mouvement réformateur : 19 sièges
- Ecolo : 12 sièges
- Les Engagés : 11 sièges
- Parti du travail de Belgique : 10 sièges

André Frédéric (PS) est l'actuel président du Parlement.

## Le gouvernement

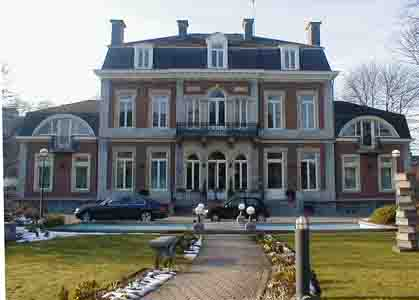
L'Élysette.

Le gouvernement wallon est constitué de huit membres, dont le ministre-président qui le dirige. Il dispose du pouvoir exécutif.
Il exerce la tutelle sur le service public de Wallonie, qui réunit l'ensemble des administrations régionales.
L'actuel cabinet rassemble une « coalition orange-bleue » entre le Mouvement réformateur (MR) et le Centre démocrate humaniste (cdH), sous la direction du libéral Willy Borsus.

## Les symboles de la Wallonie

Le drapeau wallon.

- le drapeau de la Wallonie : d'or au coq hardi de gueules, dessiné par Pierre Paulus
- son hymne : le Chant des Wallons
- sa fête : le troisième dimanche de septembre
- sa devise : « Wallon toujours » (« Walon todi » en wallon)

## Compétences de la Région wallonne
Outre les compétences régionales qui lui ont été attribuées par la Constitution, la Région wallonne s'est vu attribuer une partie des compétences de la Communauté française en 1993.
Par ailleurs, les 75 députés wallons siègent tous au Parlement de la Communauté, avec 19 parlementaires bruxellois.
Selon Charles-Étienne Lagasse, si l'on cumule les compétences de la Communauté française et les celles de la Région, on arrive à un total de 51 % des anciennes compétences étatiques belges transférées.

### Les sièges des institutions
- Namur : capitale régionale (siège du Gouvernement wallon et du Parlement wallon)
- Liège : siège des institutions économiques
- Verviers : « capitale wallonne de l'eau » (notamment Société wallonne des eaux)
- Charleroi : siège des institutions sociales (notamment le Forem)
- Mons : capitale culturelle wallonne[2] (dont Musée des arts contemporains)
- De plus, à Bruxelles, se trouve le siège de l'Agence wallonne à l'Exportation et aux Investissements étrangers (Awex) et de Wallonie-Bruxelles International.

### L'administration régionale wallonne

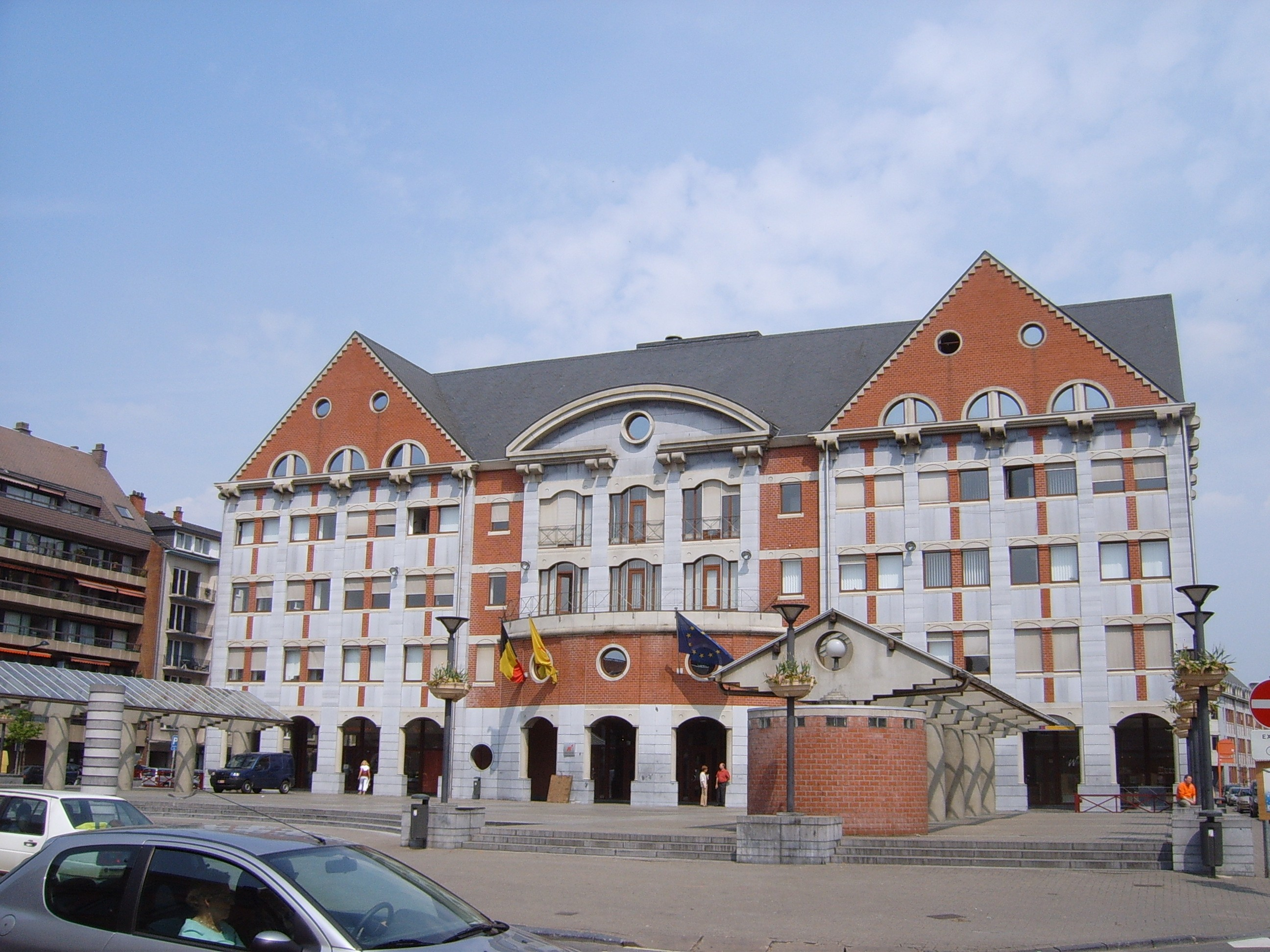
Le Service public de Wallonie, implantation principale à Jambes

Le Service public de Wallonie est l'administration régionale wallonne. Il fut créé le 1er août 2008 par la fusion des anciens ministères :
- le ministère de la Région wallonne (en abrégé MRW)
- le ministère de l'Équipement et des Transports (en abrégé MET)

Cette situation s'expliquait par le rapatriement progressif à Namur depuis Bruxelles des administrations régionalisées les unes après les autres. Un projet du ministre Philippe Courard fusionna les deux ministères en une seule entité, et rationalisa les services (8 directions générales au lieu de 12) sans perte d'emplois (9 000 fonctionnaires).
L'administration comprend par ailleurs une série d'institutions pararégionales (organismes d'intérêt public, en abrégé OIP) bénéficiant d'une autonomie de gestion. Parmi les plus importantes :
- l'AWEX
- l'Awiph
- l''AdN : Agence du Numérique (auparavant AWT)
- l'IFAPME
- le Forem
- l'Office de promotion des voies navigables
- l'Opérateur de transport de Wallonie
- la Société wallonne des eaux
- la Société wallonne du crédit social
- la Société wallonne du logement
- le Fonds du Logement des Familles nombreuses de Wallonie